# 坂井孝行
坂井 孝行（さかい たかゆき、1964年 - ）は福岡県出身の漫画家。

## 略歴
九州産業大学漫画研究会出身。1985年、『やってやるぜ!』で、第10回藤子不二雄賞佳作受賞。

## 作風
- 主に『コロコロコミック』系列誌や学年誌などの児童誌で、アニメや実写作品などの漫画化作品を中心に活動している。
- バトルや格闘シーンなどを含んだアクション展開のある作品を多く執筆している。

## 作品リスト
- 平成ゴジラシリーズ（vsシリーズ）
  - ゴジラvsキングギドラ（脚本：大森一樹、別冊コロコロコミックスペシャル 1991年12月号）
  - ゴジラvsモスラ（脚本：大森一樹、別冊コロコロコミックスペシャル 1992年10月号-12月号）
  - ゴジラvsメカゴジラ（脚本：三村渉、別冊コロコロコミックスペシャル 1993年8月号-12月号）
  - ゴジラvsスペースゴジラ（脚本：柏原寛司、別冊コロコロコミックスペシャル 1994年8月号-12月号）
  - ゴジラvsデストロイア（脚本：大森一樹、別冊コロコロコミックスペシャル 1995年12月号）
- ストリートファイター
  - 映画原作 ストリートファイターII（別冊コロコロコミックスペシャル 1994年8月号、全1巻）
  - 正伝 ストリートファイターII V（月刊コロコロコミック 1995年5月号-12月号）
  - 映画原作 ストリートファイター シャドルー壊滅大作戦（別冊コロコロコミックスペシャル 1995年6月号）
- 超者ライディーン（月刊コロコロコミック 1996年-1997年、全2巻）
- 平成モスラ三部作
  - モスラ （脚本：末谷真澄、別冊コロコロコミックスペシャル 1996年12月号）
  - モスラ2 海底の大決戦 （脚本：末谷真澄、別冊コロコロコミックスペシャル 1997年12月号-1998年2月号）
  - モスラ3 キングギドラ来襲（脚本：末谷真澄、別冊コロコロコミックスペシャル 1998年12月号-1999年2月号）
- でこちんシュート！（月刊コロコロコミック 1998年5月号[1]）
- アンディ・フグ物語（ハイパーコロコロ1999年春号、コミックGOTTA1999年）
- ピーター・アーツ物語（ハイパーコロコロ1999年夏号）
- K-1 ダイナマイト（監修:石井和義、コロコロコミック1999年-2002年、全8巻）
- 平成仮面ライダーコミカライズ
  - 仮面ライダーアギト（原作：石ノ森章太郎、てれコロコミック 2001年）
  - 仮面ライダー龍騎（原作：石ノ森章太郎、小学一年生2003年1月号掲載）
  - 仮面ライダー555（原作：石ノ森章太郎、小学一年生 2003年4月号-2004年3月号連載）
  - 仮面ライダー剣（原作：石ノ森章太郎、てれびくん 2004年3月号-11月号連載、小学一年生 2004年4月号-6月号連載）
  - 仮面ライダー響鬼（原作：石ノ森章太郎、てれびくん 2005年9月号-11月号連載）
  - 仮面ライダー電王へんしん!ライナーフォーム!!（原作：石ノ森章太郎、小学一年生 2007年11月号別冊付録）
  - 仮面ライダーバトルガンバライド ライダーバトルロード（仮面ライダーバトルガンバライド ウルトラファンブック第1号掲載）
- コミック真・三國無双3アンソロジー（出版：コーエー）
  - コミック真・三國無双3アンソロジー天の巻（「INNER FLAME」、2004年2月）
  - コミック真・三國無双3アンソロジー地の巻（「曹操の種」、2004年3月）
- コミック戦国無双ショートストーリーズVol.1（「坂を望む竜」、出版：コーエー、2004年10月）
- ポケットモンスター ダイヤモンド・パール（小学二年生連載）
- 怪盗ルソー（小学三年生、2009年）
- ミニ四駆レーサー カケル（小学三年生、小学四年生、小学五年生、2006〜2009年、全1巻(途中で刊行打ち切り)）
- 不思議なダンジョン 風来のシレンGB 月影村の怪物 攻略ヒントコミック